# دانشگاه سو وون
دانشگاه سو وون (کره‌ای: 서원대학교؛ انگلیسی: Seowon University، سرواژه: SWU) یک دانشگاه خصوصی واقع در چونگ‌جو، استان چونگ‌چونگ شمالی، کره جنوبی است. این دانشگاه در سال ۱۹۶۸ تأسیس شد و در گذشته با نام کالج تربیت معلم چونگ‌جو نیز شناخته می‌شد.
دانشگاه سو وون یک دانشگاه با اندازه متوسط محسوب می‌شود و دارای ۶٬۸۲۵ دانشجوی کارشناسی و ۱۶۸ دانشجوی تحصیلات تکمیلی است. این دانشگاه از شش کالج کارشناسی و دو کالج تحصیلات تکمیلی تشکیل شده است. در بخش کارشناسی، نه دانشکده، ۲۵ دپارتمان و ۲۳ رشته وجود دارد. در مقطع تحصیلات تکمیلی نیز ۲۷ دپارتمان و ۱۵ رشته ارائه می‌شود. دانشگاه سو وون با ۴۷ دانشگاه در ۱۵ کشور جهان روابط خواهرخواندگی دارد. این کشورها عبارتند از: کانادا، چین، تایوان، مالزی، مغولستان، فیلیپین، روسیه، ایالات متحده آمریکا، ایتالیا، بنگلادش، تایلند، اندونزی، بریتانیا، ویتنام و اوکراین. این روابط دانشگاهی فرصت‌هایی مانند برنامه‌های تبادل دانشجو و سفرهای مطالعاتی را برای دانشجویان سو وون فراهم می‌کند.